# Andréa de Balmann
Andréa de Balmann, née le 24 avril 1913 à Makatea et morte le 6 février 2007 à Pirae, est une médecin polynésienne francaise.

## Biographie

### Famille et formation
Louis de Balmann (1881-1952), père d'Andréa de Balmann, travaille à la Compagnie Française des Phosphates de l'Océanie à sa naissance. Sa mère, Augustine Haamoe Lecaill (1887-1918) meurt en 1918 des suites de la grippe espagnole. À 11 ans, elle part en France poursuivre ses études et, en 1936, obtient son diplôme de chirurgien-dentiste, puis en 1939 celui de docteur en médecine, devenant ainsi la première femme polynésienne à l'obtenir,.
À son retour à Tahiti, Andréa de Balmann rejoint le « groupe de Mamao », formé en 1940 en vue d'obtenir le ralliement de la colonie à la France Libre, ce dernier survenant le 2 septembre 1940.

### Carrière médicale
La carrière médicale d'Andréa de Balmann se poursuit longtemps après la guerre. Directrice de la maternité de l'hôpital Vaiami puis de l'Institut Louis-Malardé, elle prend la tête du dispensaire de Papeete en 1960. Elle suit de nombreux stages tout au long de sa carrière, notamment à Paris, Nouméa et à l'Université de Californie à Berkeley, approfondissant ses connaissances en dermatologie et en pédiatrie.
Andréa de Balmann meurt le 6 février 2007 à Pirae, à l'âge de 93 ans.

### Vie privée
Andréa de Balmann a deux filles dont Mareva Tourneux, médecin elle aussi.

## Hommages
La maternité du Centre hospitalier de la Polynésie française, à Pirae, porte aujourd'hui son nom.

## Décorations
- Officier de la Légion d'honneur (1997) - chevalier en 1977
- Commandeur de l'ordre national du Mérite (1990) - chevalier en 1972, officier en 1981
- Commandeur de l'Ordre de Tahiti Nui (1997)[4]